# Камил Роу
Камил Кристал Поурчерес (енгл. Camille Chrystal Pourcheresse, Париз) позната као Камил Роу (Camille Rowe), је француско-америчка манекенка и глумица која се појавила на насловној страни Плејбоја 2016. године.

## Биографија
Камил је рођена у Паризу, од мајке Американке, која је била модел и плесачица у клубу Лидо, и оца Француза, чија се породица бави рестораном. Њено детињство било је подељено између Француске, Њујорка и Калифорније. Тачна година њеног рођења је непозната.

## Каријера модела
Роу је примећена 2008. године у кафићу у Ле Мареу у Паризу, док је студирала на универзитету. Постаје заштитно лице бренда Chloé.  Појављивала се у часописима као што су Vogue Paris, Marie Claire Italia, Madame Figaro, Vogue Italia, Vogue España, and Elle France.  Такође је била модел за Louis Vuitton, Opening Ceremony, Gap Inc., Abercrombie & Fitch, Tommy Hilfiger, Seafolly, Rag & Bone, H&M, Tory Burch, Ralph Lauren и Adidas Originals. Године 2016. Камил се појавила на насловној страни Плејбоја и прошетала на Victoria's Secret Fashion Show.

## Лични живот
Камил је била у вези са Харијем Стајлсом од 2017. до 2018. године. Она је инспирисала његов албум Fine Line из 2019. године.

## Филмографија

### Филм
| Година | Назив                                        | Улога            |
| ------ | -------------------------------------------- | ---------------- |
| 2010   | Our Day Will Come                            | The English lady |
| 2016   | L'Idéal                                      | Monica Pynchon   |
| 2017   | Rock'n Roll                                  | Camille          |
| 2019   | I Wish Someone Were Waiting for Me Somewhere | Margaux          |
| 2020   | Knuckledust                                  | Serena           |
| 2021   | The Deep House                               | Tina             |

### Музички спотови
| Година | Назив                                             | Музичари    |
| ------ | ------------------------------------------------- | ----------- |
| 2011   | Call Me Back                                      | The Strokes |
| 2013   | Alien Days                                        | MGMT        |
| 2021   | The Weeknd - Can't Feel My Face (Alternate Video) | The Weeknd  |